# 크리스 고라이트리
크리스 고라이트리(1983년 ~)는 미국의 작곡가다.

## 방송
- 아메리칸 아이돌 9 (2010) - Top20
- 슈퍼스타K 3 (2011) - Top7(6위)
- 더 엑스 팩터 2 (2012)

## 작곡
- 동방신기 - Rumor (2011)
- 쥬얼리 - Back It Up (2011)
- 제국의 아이들 - Be My Girl (2011)
- 핫샷 - Rain on me (2015)
- EXO-CBX - Paper Cuts (2019)

## 음반
- 슈퍼스타K 3 Top11 Part 1 (2011)
- 슈퍼스타K 3 Top11 Part 2 (2011)
- 슈퍼스타K 3 Top11 Part 3 (2011)